# ورزشگاه راگبی چیچیبونومیا
ورزشگاه راگبی چیچیبونومیا (به لاتین: Chichibunomiya Rugby Stadium) یک ورزشکاه فوتبال در ژاپن است که در Kita-Aoyama واقع شده‌است.